# Phoenicoprocta nigricoxa
Phoenicoprocta nigricoxa är en fjärilsart som beskrevs av Hans Zerny 1931. Phoenicoprocta nigricoxa ingår i släktet Phoenicoprocta och familjen björnspinnare. Inga underarter finns listade i Catalogue of Life.